# 5526 Кензо
5526 Кензо (5526 Kenzo) — астероїд головного поясу, відкритий 18 жовтня 1991 року.
Тіссеранів параметр щодо Юпітера — 3,339.